# Argers
Argers település Franciaországban, Marne megyében. Lakosainak száma 109 fő (2022. január 1.). Argers Chaudefontaine, Dommartin-Dampierre, Élise-Daucourt, Sainte-Menehould és Verrières községekkel határos.

## Népesség
A település népességének változása:
| Lakosok száma | 80   | 86   | 85   | 100  | 116  | 114  | 117  | 112  | 110  | 109  |
|               | 1968 | 1982 | 1990 | 2006 | 2013 | 2015 | 2017 | 2019 | 2020 | 2022 |